# Dayton Gems (2009–2012)
Dayton Gems byl profesionální americký klub ledního hokeje, který sídlil v Daytonu ve státě Ohio. V letech 2010–2012 působil v profesionální soutěži Central Hockey League. Před vstupem do CHL působil v International Hockey League. Gems ve své poslední sezóně v CHL skončily v základní části. Své domácí zápasy odehrával v hale Hara Arena s kapacitou 5 500 diváků. Klubové barvy byly modrá, červená a bílá.

## Přehled ligové účasti
Zdroj: 
- 2009–2010: International Hockey League
- 2010–2012: Central Hockey League (Turnerova divize)